# Gisèle de France
Gisèle de France, née vers 969, est la fille de Hugues Capet et Adélaïde d'Aquitaine.

## Biographie

### Famille
Gisèle a une sœur et un frère :
- Hedwige de France (ou Edwige de France ou Hadevide de Hainaut) (vers 974 - après 1013), épouse de Régnier IV de Hainaut ;
- Robert II (972-1031), le futur roi de France.

### Mariage et enfants
Gisèle est mariée en 994 à Hugues Ier, comte de Ponthieu.
Ensemble ils auront :
- Enguerrand Ier, seigneur puis comte de Ponthieu ;
- Guy, abbé de Saint-Riquier, qu'on a prétendu être l'ancêtre de la maison d'Abbeville.